# Colții babei

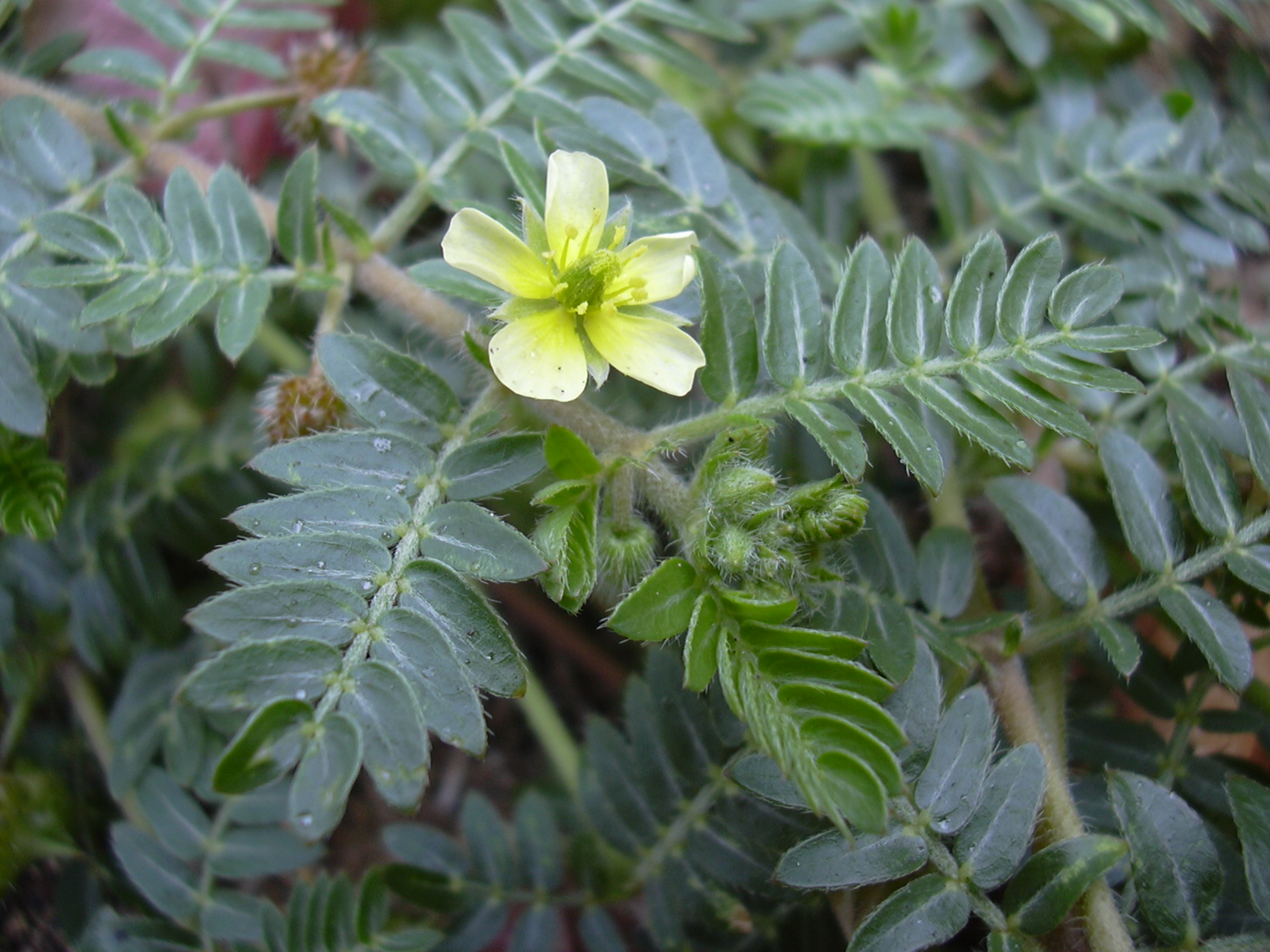
Flori și frunze de Tribulus Terrestris

Colții babei (Tribulus terrestris)  este o plantă anuală, erbacee, cu flori, din familia Zygophyllaceae. Numele plantei vine de la grecescul tribolos care desemnează un fruct spinos cu trei ramificații. Cândva această plantă se numea Cruce de Malta, deoarece fructul ei este în formă de cruce.  În România este denumită popular colții-babei, datorită fructului său cu spini.
Cunoscută sub numele de Gokharu și Goshurah în India, Bai Ji Li în China, a fost utilizată în mod tradițional ca remediu pentru afecțiuni cardiovasculare, ale ficatului, rinichi, hipertensiune arterială și hipercolesterolemie și pentru tratarea disfuncțiilor sexuale. În Grecia antică are o utilizare de lungă durată și ca revitalizant și energizant.
Crește cu precădere în zona de stepă, pășuni, pajiști, zone cu teren nisipos sau nisipos-pietros în regiunile temperate calde din Europa de Sud-Est și tropicale în Asia Occidentală, India fiind răspândită și de-a lungul Africii și Australiei. Planta poate prospera chiar și în zone cu climă de deșert și cu sol sărac în nutrienți. 
În România, crește varietatea orientalis, care din punct de vedere morfologic diferă foarte puțin la aspectul fructului. Poate fi întâlnită pe câmpuri, islazuri și pe terenuri nisipoase, în special în sudul țării.

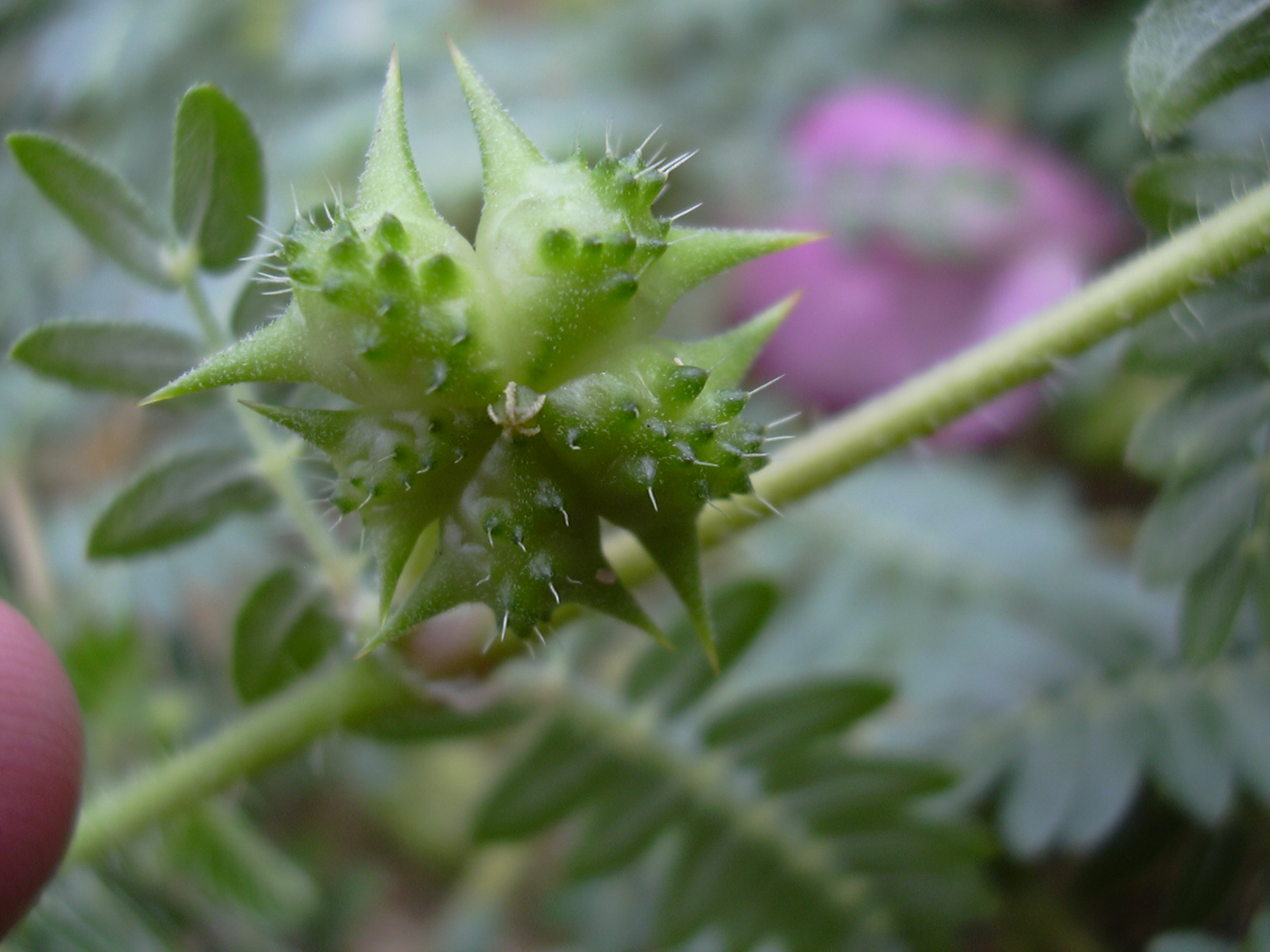
Fructe de Tribulus Terrestris

Tulpina poate crește până la 60 cm înălțime, ramurile sunt dispuse în rozetă. Frunzele sunt opuse, pețiolate, cu perechi de 5 până la 8 foliole. Florile sunt axilare, solitare, de culoare galbenă și înfloresc în perioada mai-septembrie;  fructul este o capsulă pentagonală, păroasã, în unghiurile celor cinci nucule, cu câte doi țepi lungi, puternic divergenți.

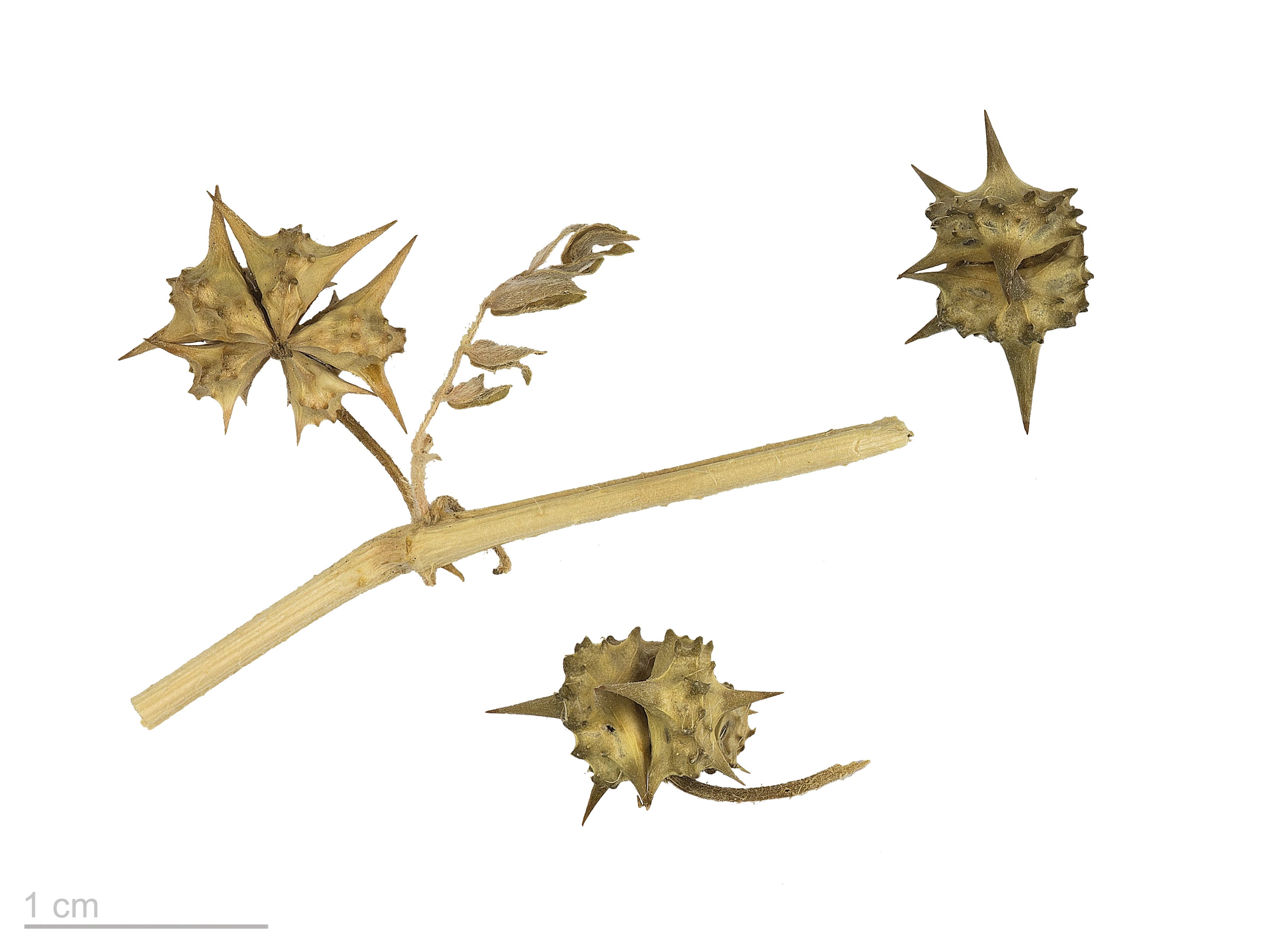
Tribulus terrestris

## Compoziție chimică
Planta conține în tulpină flavonoli, saponine steroidalem alcaloizi, glicozide steroidale, saponine; frunzele conțin 79% apă, lipide, proteine, acid ascorbic, oxalați, tribulozid, pigmenți; florile conțin steroli, pigmenți, polizaharide și sapogenine; semințele conțin alcaloizi (harmin).

## Utilizări
În scop fitoterapeutic se utilizează fructul, frunzele, florile și semințele:
- tonic general
- afrodiziac: crește vigoarea sexuală atât la bărbați cât și la femei (acționează direct asupra glandelor responsabile de secreția de testosteron și asupra metabolismului acestui hormon)
- reduce simptomele menopauzei
- crește masa musculară pentru sportivi, ducând la o eficacitate crescută a activității acesora, în cazul efortului fizic intens
- ameliorarea recuperărilor în probleme cardiace
- ameliorează circulația sanguină
- crește imunitatea organismului
- diminuează anxietatea și agresivitatea
- favorizează oxigenarea creierului, stimulează memoria.